# 250'erne f.Kr.
Århundreder: 4. århundrede f.Kr. – 3. århundrede f.Kr. – 2. århundrede f.Kr.
Årtier: 300'erne f.Kr. 290'erne f.Kr. 280'erne f.Kr. 270'erne f.Kr. 260'erne f.Kr. – 250'erne f.Kr. – 240'erne f.Kr. 230'erne f.Kr. 220'erne f.Kr. 210'erne f.Kr. 200'erne f.Kr.
År: 259 f.Kr. 258 f.Kr. 257 f.Kr. 256 f.Kr. 255 f.Kr. 254 f.Kr. 253 f.Kr. 252 f.Kr. 251 f.Kr. 250 f.Kr.